# Fluorometholone acetate
Acetate fluorometholone, còn được gọi là oxylone acetate và được bán dưới tên thương hiệu Flarex, Florate, và Omnitrol, là một tổng hợp glucocorticoid corticosteroid và một este corticosteroid, cũng như một progestogen và progestogen este. :186 Nó là este acetate C17α của fluorometholone.
Ngoài hoạt tính mạnh của corticosteroid, fluorometholone acetate là một proestogen. Nó đã được nghiên cứu trong điều trị ung thư vú ở phụ nữ và đã được chứng minh là có hiệu quả, tạo ra sự thuyên giảm ở khoảng 20% phụ nữ bị ung thư vú tiến triển với liều uống 50   mg / ngày.  Tuy nhiên, nó cũng tạo ra các triệu chứng giống hội chứng Cushing nghiêm trọng như bệnh plethora, mặt hình mặt trăng, glycose niệu, tăng cân rõ rệt, tăng huyết áp và loãng xương ở liều này do hoạt động glucocorticoid của nó.